# Лавджой, Терри
Терри Лавджой (англ. Terry Lovejoy, род. 20 ноября 1966, Брисбен, Квинсленд, Австралия) — австралийский астроном. Открыл шесть комет.

## Биография
Известен тем, что модернизировал потребительские цифровые камеры и использовал их для астрофотографии. Так как все цифровые камеры используют фильтры, они могут снижать уровни инфракрасного излучения, однако также они снижают уровни Hα, который излучают многие объекты дальнего космоса.
15 марта 2007 года с помощью одной из своих камер Лавджою удалось обнаружить новую комету. После подтверждения Международного астрономического союза комете было присвоено имя первооткрывателя — C/2007 E2 (Лавджоя). Через два месяца он обнаружил еще одну комету, C/2007 K5 (Лавджоя).
В 2007 году в честь астронома был назван астероид 61342 Лавджоя.
27 ноября 2011 года, с обнаружением еще одной кометы, C/2011 W3 (Лавджоя), Терри Лавджой стал первым астрономом за 40 лет, которому удалось обнаружить околосолнечную комету Крейца с поверхности Земли. Также его открытие было подтверждено с помощью космических телескопов. Открытие было сделано с помощью телескопа Шмидта-Кассегрена, f/2.1 с CCD-камерой QHY9.
7 сентября 2013 года Лавджой обнаружил комету C/2013 R1 (Лавджоя), которая стала видна невооруженным глазом в ноябре 2013 года. 
17 августа 2014 года Лавджой в созвездии Кормы обнаружил комету C/2014 Q2 (Лавджоя).
Последней по времени обнаружения считается C/2017 E4 (Лавджоя), открытие было подтверждено 13 марта 2017 года
. 